# Stratford (Australia)
Stratford – miasto w Australii, w stanie Wiktoria.